# Corrado I di Zurlauben
Corrado I di la Tour-Châtillon di Zurlauben (... – Zugo, 1565) secondo figlio di Antoine I, fu un comandante mercenario svizzero, all'inizio al servizio di Giulio II, successivamente  di Francesco I di Francia.
Come suo padre e il suo fratello  primogenito, Osvaldo I, si distinse nella battaglia di Kappel 1531; morì a Zugo nel 1565. 
Suo figlio Michele, capitano delle guardie svizzere di Carlo IX, fu ucciso nel 1573 a la Rochelle. Continuò la tradizione militare mercenaria il figlio Corrado II che servì come lui in Francia; l'altro figlio Gérold fu tesoriere generale del Canton Zugo.